# U-Bahnhof Thalkirchen
Der U-Bahnhof Thalkirchen ist ein Bahnhof der Münchner U-Bahn im Stadtteil Thalkirchen.
Der Bahnhof wurde am 28. Oktober 1989 eröffnet. Er liegt in der Schäftlarnstraße so nahe an der Oberfläche, dass er über Rampen erreichbar ist. Die Decke ist ähnlich wie im U-Bahnhof Brudermühlstraße gestaltet. Sie ist geformt wie ein Baldachin und besteht aus quer zu den Gleisen angeordneten weißen Blechpaneelen, die immer wieder durch gelbe unterbrochen werden. Die Hintergleiswände bestehen aus weißen Fliesen, auf die Tierbilder gemalt sind, die an den nahen Tierpark Hellabrunn erinnern sollen. In den Zwischengeschossen sind an den Wänden ebenfalls Bilder von Tieren und auf dem Boden Mosaike. Alle Wandbilder stammen von der Münchner Künstlerin Ricarda Dietz. Der Bahnsteig ist mit Isarkiesel-Motiv, die als Rauten angeordnet sind, ausgelegt und wird von zwei Lichtbändern, die am Rand des Baldachins sind, beleuchtet. Am Südende führt eine Rampe über ein Zwischengeschoss in den Isarufer-Park. Am nördlichen Ende ist über ein Sperrengeschoss die Zennerstraße zu erreichen.
| Linie | Linienverlauf |
| ----- | --- |
| U3    | Moosach – (797 m) – Moosacher St.-Martins-Platz – (880 m) – Olympia-Einkaufszentrum – (1416 m) – Oberwiesenfeld – (1061 m) – Olympiazentrum – (944 m) – Petuelring – (832 m) – Scheidplatz – (793 m) – Bonner Platz – (1042 m) – Münchner Freiheit – (579 m) – Giselastraße – (744 m) – Universität – (788 m) – Odeonsplatz – (640 m) – Marienplatz – (884 m) – Sendlinger Tor – (843 m) – Goetheplatz – (677 m) – Poccistraße – (624 m) – Implerstraße – (849 m) – Brudermühlstraße – (1149 m) – Thalkirchen – (1129 m) – Obersendling – (785 m) – Aidenbachstraße – (782 m) – Machtlfinger Straße – (1195 m) – Forstenrieder Allee – (808 m) – Basler Straße – (936 m) – Fürstenried West |